# Amputechture
Amputechture – trzeci album studyjny zespołu The Mars Volta, wydany 12 września 2006. Zadebiutował na 9. miejscu listy Billboard Top 200 (ponad 59.000 sprzedanych kopii w pierwszym tygodniu).

## Produkcja
Chociaż większość utworów zostało stworzonych specjalnie na ten album, to jednak zespół dołączył tu również fragmenty starszych nagrań. Viscera Eyes powstał z utworu napisanego pierwotnie przez Omara podczas pracy w At the Drive-In. 
W Day of the Baphomets wykorzystano słowa i melodię z A Plague Upon Your Hissing, niewydanego utworu, który został nagrany podczas prac nad De-Loused in the Comatorium.
Amputechture był pierwszym albumem, przy którym współpracował były członek zespołu At the Drive-In - Paul Hinojos, a także ostatnim z Jonem Theodorem za perkusją. 

## Tematy przewodnie
Amputechture był pierwszym albumem studyjnym zespołu The Mars Volta, który nie posiadał jednego motywu przewodniego. Na oficjalnej stronie zespołu można przeczytać, że "Podstawowy proces twórczy się nie zmienił: Omar tworzył muzykę (w tym dla sekcji dętej), do której Cedric mógłby stworzyć słowa - jednak tym razem mieliśmy swobodę aby udokumentować niezwiązane ze sobą historie, obrazy, żarty, różnych ludzi, wydarzenia i wspomnienia."
Cedric porównywał ten album do serialu Davida Lyncha Miasteczko Twin Peaks, którego odcinki nie przedstawiały jednej historii, a jednak mówiły "jednym głosem". Od czasu ukazania się albumu The Bedlam in Goliath, Bixler-Zavala i Rodríguez-López zaczęli odnosić się do Amputechture jako do swojego "autystycznego dziecka" z powodu przyjęcia tego albumu przez fanów.

## Lista utworów
1. "Vicarious Atonement" – 7:19
2. "Tetragrammaton" – 16:41
3. "Vermicide" – 4:15
4. "Meccamputechture" – 11:02
5. "Asilos Magdalena" – 6:34
6. "Viscera Eyes" – 9:23
7. "Day of the Baphomets" – 11:56
8. "El Ciervo Vulnerado" – 8:50

## Skład
- Omar Rodríguez-López – producent, gitara, sitar w utworze "El Ciervo Vulnerado"
- Cedric Bixler-Zavala – wokal, tanpura w utworze "El Ciervo Vulnerado"
- Jon Theodore – perkusja
- Isaiah Ikey Owens – klawisze
- Juan Alderete – gitara basowa
- Marcel Rodríguez-López – instrumenty perkusyjne, klawisze
- Paul Hinojos – inżynier dźwięku
- Adrián Terrazas-González – flet, saksofon tenorowy, klarnet basowy, instrumenty perkusyjne
- John Frusciante – gitara rytmiczna, gitara prowadząca (wszystkie utwory z wyjątkiem Asilos Magdalena)
- Sara Christina Gross – saksofon w utworze "Meccamputechture"

## Single
- Viscera Eyes (2006)